# BrowserChoice.eu
 (juillet 2012).
Si vous disposez d'ouvrages ou d'articles de référence ou si vous connaissez des sites web de qualité traitant du thème abordé ici, merci de compléter l'article en donnant les références utiles à sa vérifiabilité et en les liant à la section « Notes et références ».
BrowserChoice.eu, aussi appelé ballot screen ou écran de choix du navigateur, est un site Web de Microsoft permettant de choisir son navigateur Web, lancé en mars 2010 et fermé le 17 décembre 2014.
Il est le résultat d'un procès intenté par l'Union européenne à Microsoft pour abus de position dominante.

## Écran de choix du navigateur
À l'installation d'un système d'exploitation de Microsoft dans l'Union européenne, ou par le biais d'une mise à jour pour ceux installés avant l'apparition de BrowserChoice.eu, une fenêtre s'ouvre (une icône sur le bureau apparaît si elle est fermée), affichant une page web permettant de choisir parmi 10 navigateurs.
Les 5 premiers sont toujours les 5 principaux navigateurs, affichés aléatoirement :
- Google Chrome
- Internet Explorer
- Maxthon
- Mozilla Firefox
- Opera

Ensuite, viennent, également affichés dans un ordre aléatoire :
- Comodo Dragon (en)
- Iron
- K-Meleon
- Lunascape
- Sleipnir

### Efficacité
Cependant, il y a de grandes chances que quand l'utilisateur verra la fenêtre de BrowserChoice.eu :
- Il la fermera (ce qui aura l'effet de garder Internet Explorer, si BrowserChoice.eu est amené par mise à jour).
- Il cliquera sur le premier choix.
- Il cliquera sur Google Chrome, ayant probablement déjà vu le logo de Google, si c'est son moteur de recherche.
- Il cliquera sur Internet Explorer, s'il l'utilisait déjà avant.

De plus, les descriptions des navigateurs sur BrowserChoice.eu se ressemblent beaucoup.

## Péripéties
- 2012 : disparition (de Windows 7) durant 19 mois[3] de l'écran que « La commission Européenne avait obligé Microsoft à retourner jusqu'en 2014 le fameux « ballot screen » permettant au consommateur de choisir quel navigateur devait être installé puis configuré par défaut »[4].